# Buloh (Trienggadeng)
Buloh is een bestuurslaag in het regentschap Pidie Jaya van de provincie Atjeh, Indonesië. Buloh telt 232 inwoners (volkstelling 2010).